# Hentai-kanbun
Hentai-kanbun (jap. 変体漢文; japońska wersja klasycznego języka chińskiego) – pisany język literacki, używany w przeszłości w Japonii od okresu Heian. 
Język ten łączył pisany język chiński (obraz i znaczenie ideogramów) z elementami języka japońskiego (składnia i gramatyka). W formie epistolarnej (sōrō-bun) był używany do lat 20. XX wieku.